# Gabriel Slaughter
Gabriel Slaughter (12 décembre 1767 - 19 septembre 1830) est le septième gouverneur du Kentucky. Il est le premier gouverneur à succéder à son prédécesseur mort en cours de mandat. Sa famille émigre de la Virginie au Kentucky alors qu’il était enfant. Il devient membre de la milice du Kentucky servant régulièrement tout au long de sa carrière politique. Il reçoit une citation de l'État du Kentucky, en reconnaissance de son service à la bataille de la Nouvelle-Orléans.
Après une décennie passée comme législateur de l'État, Gabriel Slaugter est élu quatrième Lieutenant-gouverneur du Kentucky, servant sous le gouverneur Charles Scott. Avec la guerre de 1812 qui se profile à la fin de son mandat, Slaugter décide de se présenter contre le gouverneur Isaac Shelby, premier gouverneur de l'État et célèbre militaire. Shelby bat largement Slaughter. Quatre ans plus tard, Slaugter est à nouveau élu comme lieutenant-gouverneur, servant sous George Madison.
Le gouverneur George Madison meurt peu de temps après son élection, en conséquence Slaughter devient gouverneur par intérim. Il cherche à être assermenté comme gouverneur, mais l'opinion publique se retourne contre lui quand il remplace le gendre de Shelby par John Pope au poste de secrétaire d'État. John Pope est une figure impopulaire dans le Kentucky et, après sa nomination, certains représentants de l’Assemblée générale du Kentucky appellent à une élection spéciale pour remplacer Slaugter. La mesure n’est pas adoptée, mais Slaugter ne s’est jamais débarrassé du surnom de gouverneur par intérim. Après son mandat en tant que gouverneur, Slaugter devient un ministre baptiste laïc et siège au premier conseil d'administration du Georgetown College (en). Il meurt le 19 septembre 1830. Il est enterré dans le cimetière familial dans le comté de Mercer (Kentucky).

## Biographie

### Jeunesse
Gabriel Slaughter est né dans le comté de Culpeper, en Virginie, le 12 décembre 1767. C’est le fils de Robert et Susannah (Harrison) Slaughter. Il est instruit dans les écoles publiques du comté et il travaille un temps comme agriculteur. En 1786, Slaughter épouse une cousine, Sarah Slaughter, et le couple a deux filles : Mary Buckner Slaughter et Susan Harrison Slaughter,.
Le père de Slaughter visite le Kentucky dès 1776, et décide de s’installer définitivement dans le comté de Mercer en 1789. En septembre 1791, Gabriel Slaughter vend ses terres en Virginie, et lui et sa famille suivent son père dans le Kentucky. Connu pour sa générosité, il accueille un grand nombre de voyageurs dans son grand hôtel particulier sur la route à péage près de Lexington, à tel point que ce dernier est surnommé Wayfarer's Rest,. Certaines personnalités séjournent aussi sous son toit comme le lieutenant-gouverneur Robert B. McAfee (en). Mais peu de temps après son arrivée dans le Kentucky, sa femme Sara meurt, laissant Slaughter seul pour s'occuper de ses deux filles.
En 1795, Slaughter est nommé juge de paix dans le comté de Mercer par le gouverneur Isaac Shelby. La même année, il est également nommé commissaire de l'impôt dans le même comté. Lors d'un voyage en Virginie en 1797, Slaughter épouse  sa seconde femme, Sara Hord. Le couple retourne dans le comté de Mercer, où ils ont trois enfants : John Hord Slaughter, Frances Ann Hord Slaughter, et Felix Grundy Slaughter.

### L'Assemblée générale du Kentucky
La carrière politique de Slaughter débute véritablement avec son élection en 1797 comme représentant du comté de Mercer à la Chambre des représentants du Kentucky. Il est nommé à la commission des Inscriptions, et probablement en tant que président, car il livre les rapports du comité à l'Assemblée. On ne sait pas s’il a brigué un nouveau mandat en 1798, ou s'il a perdu l’élection. Quelle que soit la réalité, il devient cette année-là administrateur de la Harrodsburg Academy nouvellement créée. Il est cependant réélu à la Chambre en 1799. En plus de la commission des inscriptions, il siège aussi au comité des privilèges et des élections et dans le comité mixte qui rend compte de l'état des finances, et du bureau de l'état civil. Les archives montrent qu'il sert également en tant que président, lorsque la Chambre siège comme en commission plénière le 25 novembre 1799.
Slaughter est réélu à la Chambre du Kentucky en 1800, et de 1801 à 1808, il obtient un poste  au Sénat du Kentucky. En 1801, il est l'un des trois commissaires du Mercer County chargés de vendre des actions de la Kentucky River Company affrété pour enlever les obstacles sur la rivière Kentucky depuis son embouchure jusqu’au sud. En 1804, il est candidat pour être président pro tempore du Sénat du Kentucky après la mort de ce dernier, le lieutenant-gouverneur John Caldwell (Kentucky politician) (en). Mais c’est Thomas Posey (en) beaucoup plus populaire qui s’impose. De 1807 à 1808, il participe au Comité sénatorial des propositions et griefs.
Gabriel Slaughter est élu lieutenant-gouverneur du Kentucky en 1808. Dans une élection à quatre hommes, il obtient plus de trois fois le nombre de voix que son adversaire le plus proche. Son mandat de quatre ans sous le gouverneur Charles Scott est en grande partie sans éclat. Bien que la date exacte est inconnue, il est probable que la mort de sa seconde femme précède son élection en tant que lieutenant-gouverneur. Le 3 octobre 1811, il épouse sa troisième femme, Elizabeth (Thompson) Rodes, une veuve du comté de Scott.
Empêcher par la Constitution du Kentucky de se succéder en tant que lieutenant-gouverneur, Slaughter décide de se présenter pour l’élection de gouverneur du Kentucky en 1812. Cependant, la guerre imminente avec l'Angleterre, décide Isaac Shelby héros militaire et ancien gouverneur, à se présenter pour l'élection. Malgré l’immense popularité de Shelby, Slaughter refuse de se retirer de la course. Il est battu à plate couture par une majorité de deux contre un . Après sa défaite, Slaughter se retire de la vie politique pendant deux ans et s’occupe de ses terres sur sa propriété de Mercer County.

### Service dans la milice du Kentucky
Gabriel Slaughter sert en parallèle de sa vie politique dans la milice du Kentucky. Intégré au 5e régiment de la milice du Kentucky, Slaughter obtient le grade de major en 1802 et de lieutenant-colonel le 24 décembre 1803,. En 1814, il répond à l’appel des volontaires du gouverneur Isaac Shelby pour servir dans l'armée du Sud-Ouest menée par le général Andrew Jackson lors de la guerre anglo-américaine de 1812.
Lorsque le Quartier-maître général ne livre pas les fournitures promises au régiment de Slaughter, des fonds privés sont utilisés pour acheter les bateaux nécessaires au voyage sur le fleuve Mississippi. Le régiment est également à court d’armes, ce que confirme dans son rapport officiel le général Jackson à leur arrivée à La Nouvelle-Orléans le 4 janvier 1815. Mais les citoyens de La Nouvelle-Orléans fournissent suffisamment d'armes à feu pour équiper les hommes de Slaughter ainsi qu’un autre bataillon du Kentucky. En dépit de leur infériorité numérique, les forces de Jackson sont victorieuses à Bataille de La Nouvelle-Orléans. Les unités du Tennessee et du Kentucky, y compris le régiment de Slaughter, supportent la majeure partie de l'attaque britannique. Slaughter obtient plus tard la reconnaissance de ses actes par l’Assemblée générale du Kentucky.
Après la bataille, Jackson demande à Slaughter de présider une cour martiale. Le verdict n'étant pas satisfaisant pour Jackson, ce dernier demande à  Slaughter de reconsidérer la décision. Cependant, Slaughter refuse de s’exécuter, répondant qu’il ne fait que son devoir. Cette décision est finalement respectée par Jackson, et n’entame pas leur respect mutuel.

### Gouverneur du Kentucky
En 1816, Slaughter est à nouveau élu au poste de lieutenant-gouverneur du Kentucky en remplacement de Richard Hickman (en) sous le mandat de James Garrard. Le gouverneur George Madison est élu sans opposition, mais ce dernier meurt le 14 octobre 1816, en conséquence Slaughter devient gouverneur. C'est la première fois qu'un gouverneur meurt en service dans le Kentucky, et certains remettent en cause la légalité du statut de Slaughter.
Après la mort du gouverneur Madison, le secrétaire d'État Charles Stewart Todd (en) offre par principe à  Slaughter l’option de le remplacer. Mais la lettre n'était pas une démission explicite, et Todd déclare son intention de travailler avec Slaughter si le gouverneur choisissait de le retenir. Slaughter décide finalement de remplacer Todd par l'ancien sénateur John Pope. Cette décision s'est avérée désastreuse pour la carrière politique de Slaughter. Gendre de l’ancien gouverneur très apprécié Isaac Shelby, Todd est aussi très populaire. En revanche, John Pope est extrêmement impopulaire de depuis son vote au Sénat des États-Unis contre la déclaration de guerre à la Guerre anglo-américaine de 1812.
Ces décisions sont critiquées les journaux de l'État, et par nombre de citoyens dont certains de renom comme le futur gouverneur James Turner Morehead (Kentucky) (en). Slaughter prend une autre décision impopulaire, en nommant Martin D. Hardin (en), un membre du parti fédéraliste en déclin, pour combler le siège du Sénat de William T. Barry. Si l'Assemblée générale du Kentucky confirme la nomination permanente de ce dernier en décembre 1816, le candidat soutenu par l'administration pour un mandat de sénateur complet, John Adair est défait à l'Assemblée générale, qui opte pour John J. Crittenden.
Le 27 janvier 1817, une faction à la Chambre des représentants du Kentucky dirigée par Cabell Breckinridge (en) propose un projet de loi prévoyant l'élection d'un gouverneur pour combler la vacance occasionnée par la mort du gouverneur Madison,. La chambre du Kentucky adopte un projet de loi prévoyant de telles élections par un vote de 56 à 30, mais la mesure n’est pas approuvée par le sénat de l'État. Néanmoins, Slaughter n'a jamais pu officiellement porté le titre de gouverneur. Il est dénommé par le titre de lieutenant-gouverneur ou gouverneur par intérim tout au long de son administration. L'Assemblée générale censure aussi Slaughter et Pope pour avoir omis de faire prêter le serment d'office au trésorier de l'État.
L'impopularité de Slaughter conduit au rejet de plusieurs de ses propositions, indépendamment de leurs qualités. Il suggère notamment un système complet d'écoles publiques et, si l'idée avait été proposée par les gouverneurs précédents, Slaughter conçoit le moyen de le financer. Le législateur hostile refuse le plan et passe outre aux vétos du gouverneur. Slaughter propose également une réforme du système pénal et recommande des améliorations internes, y compris la création d'une bibliothèque d’État. Ces mesures sont également rejetées.
Le mandat de Slaughter se complique encore avec la Crise bancaire de 1819. Il passe la majorité de son mandat à tenter de stabiliser l'économie de l’État. Une majorité des politiciens se divise alors entre ceux qui sont favorables à des mesures favorables aux débiteurs - appelé le Relief party - et ceux qui insistent pour que les créanciers soient payés en temps dénommé Anti-relief party. Le 16 décembre 1819, l'Assemblée générale du Kentucky adopte une loi exigeant un moratoire de six mois sur le recouvrement des créances. Slaughter, un partisan Anti-relief, oppose son veto au projet de loi, mais les partisans du projet obtiennent une large majorité suffisante pour contrer le véto lors de l’Assemblée générale grâce aux élections de l'automne précédent. En février suivant, l'Assemblée générale adopte une loi encore plus libérale, empêchant le recouvrement des dettes durant un an si le créancier accepte un paiement avec les billets dévalués de la Banque du Kentucky et porte le délai à deux ans si ces derniers exigent une autre forme paiement. Ces actions sont une des causes principales de la Controverse des Cours d'appel du Kentucky. Alors que Slaughter se heurte à l'Assemblée générale sur les solutions possibles à apporter à la crise financière, il porte la question des droits des États au niveau national. Il conteste la constitutionnalité de la décision de la Banque des États-Unis et la Cour suprême qui contraint les États individuels à ne pas taxer les branches de la banque.

### Fin de carrière politique et dirigeant religieux
Après son mandat de gouverneur, Slaughter échoue à revenir au sénat de l'État en 1821. Il est cependant réélu à la Chambre des représentants du Kentucky en 1823 pour un mandat unique. Au cours de cette période, il continue à soutenir les mesures visant à améliorer l'éducation. Il vote une aide en faveur des écoles accueillant sourds et muets de l'État. Il s'oppose à la redirection des fonds initialement prévus pour les séminaires d'apprentissage de l'État vers les caisses de l'État. Il est également nommé à un comité mixte d’enquête sur l'utilisation des crédits d’État par l'Université Transylvania (Lexington).
Parallèlement à sa carrière politique, Slaughter joue un rôle de premier plan dans les affaires de son église. S’il est né dans la tradition de l’Église d'Angleterre, il se rapproche assez rapidement de congrégation baptiste à Shawnee Run. Pendant plus de trente ans, il sert de messager entre cette congrégation et les différentes associations avec lesquelles elle est connectée. Slaughter sert aussi comme clerc lors de la réunion annuelle d’une de ces associations, la South District Association entre 1808 et 1909, puis comme modérateur durant neuf ans.  En 1813, il participe à la fondation de la Société biblique du Kentucky,.
Après son mandat à la Chambre des représentants, Slaughter prend sa retraite de la vie politique et est devient un ministre laïc actif de la foi baptiste. En 1829, il est nommé au premier conseil d'administration du Georgetown College (en), un collège Baptiste de Georgetown (Kentucky). Il meurt le 19 septembre 1830. Il est enterré dans le cimetière de sa famille dans le comté de Mercer.